# Mike Mangold

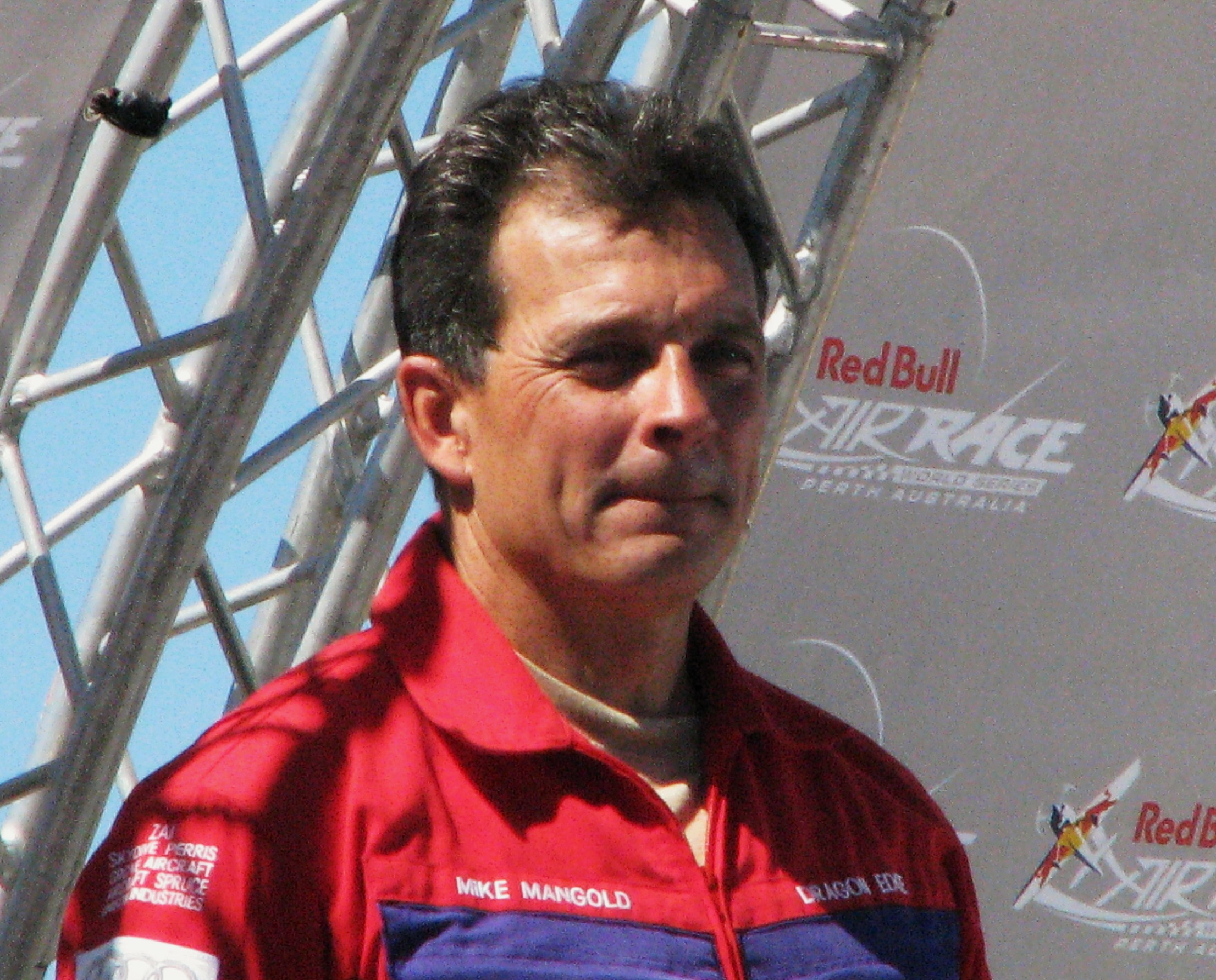
Mike Mangold in 2007

Mike Mangold (Cincinnati, Ohio, 10 oktober 1955 – Apple Valley, 6 december 2015) was een Amerikaans verkeersvlieger op de Boeing 767, Boeing 757 en kunstvlieger. Mangold nam tussen 2004 en 2009 deel aan de Red Bull Air Race World Series, die hij in 2005 en 2007 won. Zijn bijnaam was "Mongo".
Mangold begon zijn kunstvliegcarrière in 1974 als skydiver tijdens zijn opleiding aan de United States Air Force Academy. Hij werd hier piloot, leerde om jachtvliegtuigen te vliegen en volgde ook de United States Air Force Fighter Weapons School. Mangold studeerde als beste in zijn klas af, waarmee hij de "Outstanding Graduate" verdiende. Tijdens zijn militaire carrière diende hij in de Pacific en op het Amerikaanse vasteland. Nadat hij de actieve dienst verlaten had werd hij commercieel piloot. Hij startte zijn competitieve kunstvlieg- en luchtshowcarrière in 1990. In 2004 ging Mangold in de Red Bull Air Race vliegen en in 2007 in het Nationale Kampioenschap Kunstvliegen, waarbij hij in een Lancair IV vloog in de Sportklasse en een L-29 Delfin in de Jetklasse. Mangold had meer dan 20.000 vlieguren, inclusief 2500 vlieguren in militaire gevechten en 5000 vlieguren in het kunstvliegen.
Mangold verongelukte tijdens het opstijgen van Apple Valley Airport in een Aero L-39 Albatros op 60-jarige leeftijd.